# Nomadic Museum

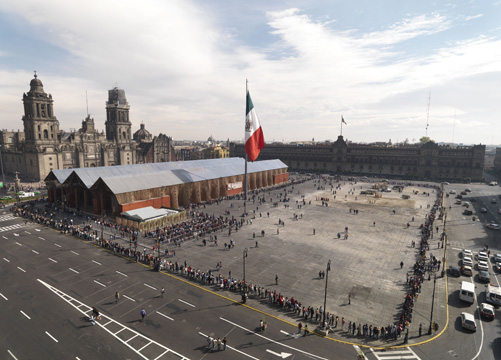
Inauguration de Ashes and Snow au Nomadic Museum, Mexico, 19 janvier 2008

Le Nomadic Museum (« musée nomade ») est une structure temporaire utilisée pour héberger Ashes and Snow (« Cendres et Neige »), l’exposition de photographies et de films de Gregory Colbert. Le premier musée nomade a été lancé par l’exposition Ashes and Snow de New York en mars 2005. Ce musée a ensuite voyagé à Santa Monica, Californie, en 2006, à Tokyo en 2007 et à Mexico en 2008.
L'idée originale d'un musée nomade durable a germé en 1999 dans l’esprit de Grégory Colbert. Il a imaginé une structure facile à monter dans chaque port d’attache qui servirait d’environnement transitoire à ses œuvres dans leur périple autour du monde. Le premier lieu d’exposition publique de Ashes and Snow en 2002, le bâtiment de l’Arsenal de Venise, a inspiré le concept architectural du Nomadic Museum.
À Venise, Colbert  a transformé l’intérieur de l’Arsenal en utilisant des éléments tels que la roche, des rideaux composés d’un million de sachets de thé séchés du Sri Lanka, et des techniques d’éclairage minimalistes. Fondé en l’an 1104, l’Arsenal fut à l’origine un chantier naval, port de lancement des bateaux vers la haute mer par les canaux vénitiens. L’architecture intérieure de cette structure fournit un écrin idéal à Ashes and Snow : l’espace monumental hébergeant gracieusement les photographies grand format de Colbert et ses films. L’exposition eut un immense succès public et critique. Elle demeure l’exposition d’un artiste vivant la plus visitée d’Europe. 
À l’origine composée de conteneurs maritimes, l’architecture du musée nomade a évolué au fil de ses voyages. La version la plus récente du Nomadic Museum est celle du Zócalo à Mexico. Conçu par l'architecte colombien Simón Vélez en collaboration avec Gregory Colbert, le bâtiment offre une réponse architecturale innovante et durable en prenant comme principal matériau de construction le bambou Guadua. Le Zócalo Nomadic Museum, avec ses 5130 mètres carrés, ses deux galeries et ses trois salles monumentales est la plus grande structure en bambou jamais construite. Pour la première fois le Nomadic Museum a incorporé l’eau dans son design pour rappeler l’histoire unique de la ville de Mexico, autrefois entourée de canaux. Un choix architectural en forme d’hommage au Zócalo (la troisième plus grande place du monde), centre historique de Mexico-Tenochtitlan, ville fondée en 1325 par les Aztèques sur une petite île au centre du lac Texcoco.
En symbiose avec les autres composantes de Ashes and Snow, le Nomadic Museum est une œuvre en évolution et il s’adaptera à l’environnement de chaque nouveau lieu d'exposition. Gregory Colbert va continuer sa collaboration avec des architectes innovants pour intégrer les avancées les plus récentes de l’architecture durable et donner de nouveaux moyens d’expression au musée au cours de ses voyages.